# Super Bootleg - I Cavalieri del Re con la Mente di Tetsuya Live at Lucca Comics 2006
Super Bootleg - I Cavalieri del Re con la Mente di Tetsuya Live at Lucca Comics 2006 è un album bootleg (live) del gruppo I Cavalieri del Re. Il disco contiene le sigle eseguite insieme a La mente di Tetsuya al Lucca Comics nel 2006 ed è stato ricavato prendendo l'audio dal DVD del concerto: è stato eseguito dell'overdub in studio, remixato e rimasterizzato.

## Tracce
1. La spada di King Arthur
2. Sasuke
3. Chappy
4. Moby Dick 5
5. Superauto Mach 5 Go! Go! Go!
6. Il fichissimo del baseball
7. Ugo il re del judo
8. Il libro Cuore
9. Calendarman
10. Devilman
11. Gigi la trottola
12. Yattaman
13. L'uomo tigre
14. Lady Oscar
15. Nonni in verde età (Bonus Track)